# Inhoffen-Medaille
Die Inhoffen-Medaille ist eine nach dem Chemiker Hans Herloff Inhoffen (1906–1992) benannte Auszeichnung für Forschungen auf dem Gebiet der Naturstoffchemie. 
Der Preis ist mit 5000 Euro dotiert und wird seit 1994 durch die Technische Universität Braunschweig und das Helmholtz-Zentrum für Infektionsforschung vergeben. Der Preisträger hält an der TU Braunschweig die Inhoffen-Vorlesung.
Inhoffen lehrte von 1946 bis 1974 an der Technischen Hochschule Braunschweig und war von 1948 bis 1950 dort als Rektor eingesetzt. Er war der Gründer des 1965 entstandenen „Instituts für Molekulare Biologie, Biochemie und Biophysik“ (IMB), einem Vorläufer des Helmholtz-Zentrums für Infektionsforschung.
Die Gesellschaft Deutscher Chemiker vergab 2005 und 2007 einen Hans-Herloff-Inhoffen-Preis.

## Preisträger
- 1994: Gerhard Quinkert, Universität Frankfurt
- 1995: Albert Eschenmoser, ETH Zürich
- 1996: Kyriacos Costa Nicolaou, Scripps Institute, La Jolla, USA
- 1997: Alan Battersby, Universität Cambridge, GB
- 1998: Ekkehard Winterfeldt, Universität Hannover
- 1999: Carl Djerassi, Universität Stanford, USA
- 2000: Rudolf Wiechert, Berlin
- 2001: Pierre Potier, CNRS, Gif-sur-Yvette, Frankreich
- 2002: Horst Kessler, Universität München
- 2003: Manfred T. Reetz, Mülheim an der Ruhr
- 2005: Wilhelm Boland, Max-Planck-Institut, Jena
- 2006: Gerhard Höfle und Hans Reichenbach, Helmholtz-Zentrum für Infektionsforschung, Braunschweig
- 2007: François Diederich, ETH Zürich
- 2008: Steven Ley, Universität Cambridge, GB
- 2009: William H. Fenical, Scripps Institution of Oceanography, USA
- 2010: Herbert Waldmann, Max-Planck-Institut für Molekulare Physiologie, Dortmund
- 2011: Peter Seeberger, Max-Planck-Institut für Kolloid- und Grenzflächenforschung, Potsdam
- 2012: Peter F. Leadlay, Abteilung für Biochemie, Universität Cambridge, GB
- 2013: Christopher T. Walsh, Harvard Medical School, USA
- 2014: Alois Fürstner, Max-Planck-Institut für Kohlenforschung
- 2015: Hiroyuki Osada, RIKEN, Japan
- 2016: Thomas Carell, Ludwig-Maximilians-Universität München
- 2017: Helma Wennemers, ETH Zürich
- 2018: Rolf Müller, Helmholtz-Institut für Pharmazeutische Forschung Saarland
- 2019: Phil Baran, Scripps Research Institute
- 2020: Christian Hertweck, HKI, Jena
- 2021: keine Vergabe
- 2022: Sarah Reisman, California Institute of Technology
- 2023: Jörn Piel, ETH Zürich
- 2024: Stephan Sieber, TU München
- 2025: Richmond Sarpong, University of California, Berkeley[3]